# うしかい座デルタ星
うしかい座δ星（うしかいざデルタせい、δ Boo / δ Boötis）は、うしかい座の恒星で3等星。
この星は、連星である。主星は黄色の準巨星で、伴星は視等級+8.7の黄色の主系列星である。恒星間は3800天文単位離れており、公転周期は12万年である。